# Lungern
Lungern – miejscowość i gmina w środkowej Szwajcarii, w kantonie Obwalden. Leży nad jeziorem Lungerersee.

## Demografia
W Lungern mieszkają 2 082 osoby. W 2021 roku 10,7% populacji gminy stanowiły osoby urodzone poza Szwajcarią.
Populacja na przestrzeni lat
| rok  | populacja |
| ---- | --------- |
| 1790 | 1 234     |
| 1850 | 1 413     |
| 1900 | 1 828     |
| 1950 | 1 878     |
| 1990 | 1 859     |
| 2000 | 1 965     |
| 2005 | 1 950     |
| 2006 | 1 975     |
| 2007 | 2 023     |
| 2008 | 2 035     |
| 2021 | 2 082     |

## Transport
Przez teren gminy przebiegają autostrada A8 oraz droga główna nr 4. 